# The Foreigner 2: Black Dawn
Black Dawn também conhecido como The Foreigner 2: Black Dawn (O Forasteiro 2 no Brasil e em Portugal) é um filme de 2005, estrelado por Steven Seagal. Continuação do filme de 2003, The Foreigner, ambos estrelados por Seagal.

## Elenco
- Steven Seagal - Jonathan Cold
- Tamara Davies - agente Amanda Stuart
- John Pyper-Ferguson - James Donovan
- Julian Stone - Michael Donovan
- Nicholas Davidoff - Nicholi
- Roman Varshavsky - Fedor
- Conal Duffy - Taxista
- Andrew Stevens - Segurança